# 卡曼鎮區 (伊利諾伊州亨德森縣)
卡曼鎮區（英語：Carman Township）是位於美國伊利諾伊州亨德森縣的一個行政鎮區。

## 地方資料
根據2010年美國人口普查的數據，卡曼鎮區的面積為68.20平方千米，當中陸地面積為56.90平方千米，而水域面積為11.30平方千米。當地共有人口289人，而人口密度為每平方千米4.24人。